# CEBAF
Il CEBAF (Continuous Electron Beams Accelerator Facility) è l'acceleratore di particelle installato presso il Thomas Jefferson National Accelerator Facility (Jefferson Lab), centro ricerche di fisica nucleare U.S.A. che si trova a Newport News, in Virgina.
La sua particolarità è la capacità di generare un flusso pressoché continuo di elettroni (in pratica una corrente che può arrivare a 200μA) con un'energia massima di 12 GeV; è quindi classificato ad energia "intermedia".
Dispone di quattro sale esperimenti, in una delle quali è posizionato il rilevatore CLAS.